# V2214 Cygni
V2214 Cygni är en dubbelstjärna i södra delen av stjärnbilden Svanen. Den har en skenbar magnitud av ca 13,82ref name="B"/> och kräver ett kraftfullt teleskop för att kunna observeras. Baserat på parallax enligt Gaia Data Release 2 på ca 1,14 mas beräknas den befinna sig på ett avstånd av ca 2 900 ljusår (ca 880 parsec) från solen. Den rör sig bort från solen med en heliocentrisk radialhastighet av ca 5 km/s. Dubbelstjärnans två komponenter är en subdvärg av spektraltyp B med en massa av ca 0,5 solmassa och en trolig vit dvärg med en massa av omkring en solmassa. Stjärnorna cirkulerar kring varandra med en omloppsperiod av 136 min.

## Observation

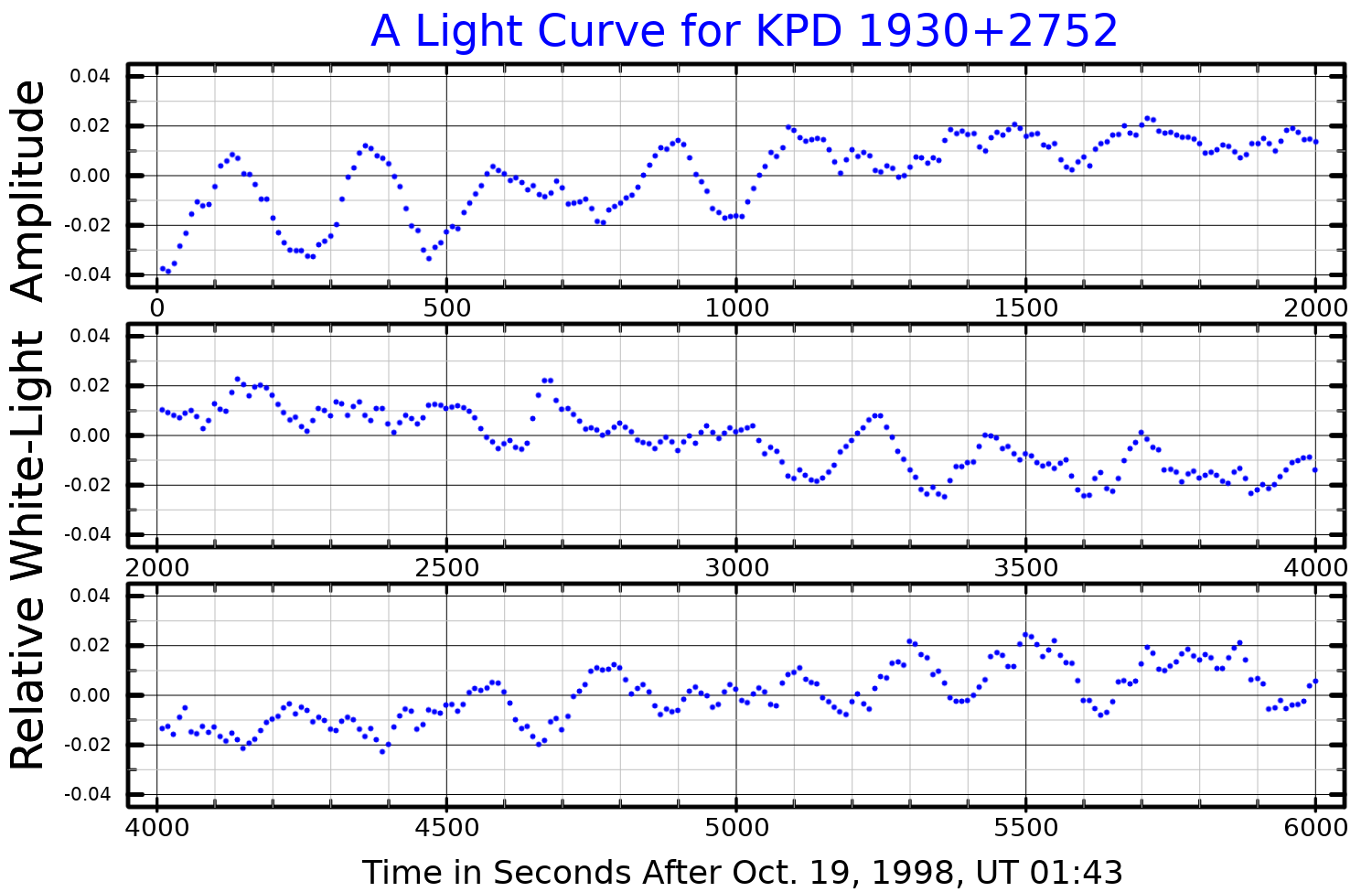
Ljuskurva i visuella bandet för V2214 Cygni, plottad från Billères et al. (2000)

På grund av konstallationens natur verkar den vara en trolig kandidat för en potentiell supernova av typ Ia, en typ av supernova som uppstår när en vit dvärgstjärna tar på sig tillräckligt med materia för att närma sig Chandrasekhargränsen, punkten där elektrondegenereringstrycket inte räcker till för att stödja dess massa. Men nucleär fusion av kol skulle inträffa innan denna gräns nåddes, vilket frigör tillräckligt med energi för att övervinna tyngdkraften som håller ihop stjärnan och resultera i en supernova.
Den totala massan av dubbelstjärnan överstiger något Chandrasekhargränsen, vilket gör systemet till en kandidat som ett objekt för en framtida supernova av typ Ia, även om framtida massförlust sannolikt kommer att minska systemmassan under tröskelvärdet.